# Google AdMob
Google AdMob （前身为AdMob）是一家移动广告公司，於2006年由奥马尔·哈莫伊成立。其可提供客户在行動電話網路上播放廣告。
公司总部位于美国加州圣马特奥市。移动網站（Mobile site）可選擇加入AdMob，並啟用AdMob的廣告輪播，廣告則在AdMob網站中置放。目前iPhone與Android手機上皆有此功能。
2009年11月9日Google宣布以7億5千萬購入AdMob，正式投入行動裝置上的廣告市場。

## 外部連結
- AdMob主页（页面存档备份，存于）